# Bükkösd
Bükkösd é um município da Hungria, situado no condado de Baranya. Tem 30,15 km² de área e sua população em 2019 foi estimada em 1.041 habitantes.